# فوق‌العاده بلند و بیش از حد نزدیک
فوق‌العاده بلند و بیش از حد نزدیک یا خیلی بلند و فوق‌العاده نزدیک (به انگلیسی: Extremely Loud and Incredibly Close) یک فیلم آمریکایی درام محصول سال ۲۰۱۱ برگرفته از رمانی به همین نام نوشته جاناتان سافرن فوئر می‌باشد که توسط استیون دالدری کارگردانی شده است. توماس هورن، ماکس فون سیدو، تام هنکس، ساندرا بولاک، ویولا دیویس و جان گودمن از بازیگران این فیلم هستند.
فیلم در نیویورک تولید شده است. علی‌رغم نقدهای متفاوتی که از منتقدان دریافت نموده این فیلم نامزد جایزه اسکار بهترین فیلم و بهترین بازیگر نقش مکمل مرد شده است.

## داستان فیلم
نقطه شروع این فیلم آنجاست که شخصی از آسمان سقوط می‌کند اشاره به کسانی که در ۱۱ سپتامبر ۲۰۰۱ در حین فروپاشی ساختمان‌های دوقلوی تجارت جهانی در نیویورک از آن بیرون پریدند.
فیلم روایت پسر نوجوان باهوشی به نام «اسکار شل» است که پس از مرگ پدرش (که به شدت او را دوست داشته و بهم نزدیک بوده‌اند) در واقعه ۱۱ سپتامبر (که اسکار در روایت خود از آن به عنوان «بدترین روز» "the worst day" یاد می‌کند) و پس از شرکت در مراسم تدفین پدر که تنها تابوتی خالی به یاد او دفن می‌شود، خاطراتی که از پدر دارد را با درد و اندوه مرور می‌کند. (از جمله خاطرات جستجوهای اکتشافی که با پدر داشته -بخصوص برای یافتن منطقه‌ای به اسم منطقه ششم که پدر اسکار معتقد بوده این منطقه زمانی در نیویورک وجود داشته ولی سیل آن را نابود کرده است).
اسکار از اینکه نتوانسته در لحظه آخر با پدرش صحبت کند احساس گناه کرده و حتی دست به خودآزاری می‌زند (چرا که در روز واقعه، زودتر از مدرسه مرخص شده بود و پدرش شش بار به خانه زنگ زده بود تا با او صحبت کند ولی اسکار با اینکه در زمان ششمین تماس در خانه بوده از ترس گوشی را برنمی‌دارد و پیغام‌گیر تلفن را هم با یک دستگاه مشابه عوض می‌کند تا مادرش که در آن موقع در محل کار بوده متوجه این جریان نگردد و البته اینها مسائلی که کم‌کم در حین روایت فیلم روشن می‌شوند).
از آنجایی که مادر اسکار نمی‌تواند برای این سؤال اسکار که چرا برج‌های دوقلوی مرکز تجارت جهانی در نیویورک مورد حمله واقع شده و چرا پدر اسکار در این حادثه کشته شده جوابی برای اسکار بیابد رابطه اسکار با وی تیره می‌شود و اسکار که با استدلال کودکانه خود مادر را برای اینکه کاری از دستش برنمی‌آمده مقصر می‌داند بیش از پیش از مادر فاصله می‌گیرد.
تا اینکه پس از گذشت یک سال از حادثه مرگ پدر در حین جستجو در کمد پدرش (که بعد از مرگ وی دست نخورده باقی‌مانده) و شکستن اتفاقی یک گلدان سفالی آبی رنگ، پاکت کوچکی را در آن پیدا می‌کند که درون آن یک کلید قرار دارد و روی پاکت نوشته شده «بلک».
اسکار که هنوز نتوانسته با مرگ پدر کنار بیاید تصور می‌کند که یافتن صاحب کلید می‌تواند او را به پدش نزدیک کند، بنابراین فهرستی ۴۷۲ نفری تهیه می‌کند از افرادی که با نام بلک در نیویورک زندگی می‌کنند و بدین ترتیب شروع به جستجو برای پیدا کردن قفلی می‌کند که مربوط به آن کلید باشد (اشاره به قفل و سؤالی که از مرگ ناگهانی پدر بدان شکل خاص در ذهن اسکار ایجاد شده و می‌خواهد آن را برای خود حل کند).
هم‌زمان با جستجویی که اسکار به صورت پیاپی برای پیدا کردن قفل دارد آشنایی‌اش با پیرمرد ساکت و صامتی که ظاهراً مستأجر مادربزرگش است شروع می‌شود و او داستان خود را برای پیرمرد می‌گوید، پیرمرد به اسکار قول می‌دهد که در یافتن قفل (که به صورت یک وسواس برای اسکار درآمده) به وی کمک کند و با او شروع به جستجو در شهر بزرگ نیویورک می‌کند و در طی سفرهای داخل شهری که با اسکار دارد به وی کمک می‌کند که بر برخی از ترس‌های خود مثل ترس شدید از مترو (قطار زیرزمینی) و ترس از رد شدن از پل غلبه کند؛ ولی پس از مدتی پیرمرد از جستجو برای قفل ناامید شده و به اسکار می‌گوید که دیگر جستجو فایده‌ای ندارد و بیهوده است و اینکه تصور می‌کرده وضعیت بهتر خواهد شد در حالیکه بدتر شده و اسکار را ترک می‌کند، اسکار همچنان به جستجو ادامه می‌دهد و دائماً این جمله پدر را به یاد می‌آورد که «هرگز دست از جستجو برندار» تا سرانجام صاحب قفل را می‌یابد و تمام موضوع را برای او تعریف می‌کند اما با یافتن صاحب کلید متوجه می‌شود که کلید دارای رمز و راز خاصی نبوده است و او را به پدرش نزدیک تر نساخته.
پس از این، در جایی که تقریباً انتظار می‌رود داستان به پایان رسیده باشد فیلم ادامه پیدا می‌کند و اسکار ماجرای جستجو را با مادرش در میان می‌گذارد و مادر ابراز می‌کند که از تمام جریان آگاه بوده و در تمام سفر از قبل به جاهایی که اسکار باید می‌رفته سر می‌زده و از آن‌ها می‌خواسته که با وی خوش رفتاری کنند و به نوعی از دور مراقب و نگران او بوده. (این بخش از فیلم که بازگشت اسکار به سوی مادر و نوعی آشتی با وی می‌باشد شاید اشاره‌ای باشد به آشتی اسکار با خودش و کمک اسکار به بخشش خودش و رهایی از احساس گناه).
در چند صحنه مانده به انتهای فیلم شاهد بازگشت پیرمرد مستأجر (که اسکار دریافته بود که او پدربزرگش است) به خانه هستیم که کنایه از به خانه رسیدن اسکار و حل معمای ذهنی او نیز باشد.
در طی این سفر اکتشافی اسکار مانند کسی که با بازگو کردن خاطرات خود پیش یک روانکاو و واکاوی موضوعات از قید آن‌ها آزاد می‌شود به نوعی احساس آرامش، رهایی، بخشش و پذیرش می‌رسد.
در آخرین سکانس فیلم اسکار به پارکی که عادتاً با پدر به آنجا می‌رفته می‌رود و سوار تاب مورد علاقه پدرش می‌شود؛ و در زیر تاب نوشته پدرش را می‌یابد که در آن به اسکار برای یافتن منطقه ششم نیویورک تبریک می‌گوید و این اوج احساس رهایی اسکار است که با تاب خوردن و حس پرواز در آخرین صحنه فیلم به تصویر کشیده می‌شود.

## کارگردانی فیلم
فرم روایی فیلم پیچیده و چندلایه است، بدون آن که لحظه‌ای به پراکندگی دچار شود. ریزه پردازی‌ها به روایت آنقدر قوی است که بدون اطلاع قبلی متوجه می‌شوید یا نویسنده رمان‌نویس بوده یا فیلمنامه از روی کتابی برداشت شده است.
مهندسی خاص تصویر و صدا از جمله استفاده از تصویرهای موازی، فلاش بک زدن‌های متعدد برای دادن اطلاعات به مخاطب و کمک به پیشبرد داستان، عدم اطلاع مخاطب از پایان داستان و تشکیل محیطی برای حضور و جلوگیری از فرار بیننده، استفاده صحیح از تعلیق‌های جدید برای راه اندازی اذهان تا تلفیق کردن تفکرات تعیین شده به ناخودآگاه انسان، از جمله کارهایی است که استفان دالدری استادانه به آن پرداخته است.

## موسیقی متن فیلم
الکساندر دسپلت در ساخت موسیقی این اثر به‌طور عمده بر روی پیانو تمرکز کرده است. همانند سایر آثار او در موسیقی متن بجا و فوق‌العاده این فیلم نیز اجراهای دسپلت دارای آکوردهای خاص و جالبی است که فضای اطراف موضوع را تیره‌تر از چیزهای دیگر نشان دهد.

## عوامل دوبله فارسی
پریسا مرتضوی (مترجم)، زهره شکوفنده (مدیر دوبلاژ)، منوچهر والی زاده، محمود قنبری، ناهید امیریان، مهین برزویی، کریم بیانی، شراره حضرتی، پویا فهیمی، رضا الماسی، مهناز آبادیان